# 더그 슬래튼
더그 슬래튼(Douglas Doug Slaten, 1980년 2월 4일 ~ 2016년 10월 4일)은 미국 프로야구 선수이다.
2013년 당초 SK와 계약을 마무리지었지만 심리적인 문제로 계약이 해지되었다.